# Agathiopsis amphibola
Agathiopsis amphibola là một loài bướm đêm trong họ Geometridae.